# Juan López de Palacios Rubios
Juan López de Palacios Rubios (Palaciosrubios,  1450 - 1524) fue un jurista español cuyo verdadero nombre es el de Juan López de Vivero. 

## Biografía
Estudió en su ciudad natal y llegó a ser catedrático de la Universidad de Salamanca y de la de Valladolid. Ocupó los cargos de Colegial Mayor de San Bartolomé, Presidente de la Mesta durante el reinado de los Reyes Católicos, Oídor de Valladolid, Ministro del Consejo de Indias y Embajador en Roma.
En 1494 se le concedió la cátedra de prima de cánones en la Universidad de Valladolid, mientras ejercía funciones judiciales en la chancillería de la misma ciudad. Más adelante seguiría la carrera administrativa y alcanzaría los cargos de miembro del Consejo Real y presidente del Concejo de la Mesta (fundado en 1273 por Alfonso X el Sabio).  
Miembro del Consejo de Castilla desde 1504, por nombramiento de los Reyes Católicos, fue uno de los redactores de las Leyes de Toro (promulgadas en 1505), siendo uno de los principales defensores de la cuestión de los Justos Títulos del dominio de Castilla sobre las Indias. En concreto, en su obra Libellus de insulis oceanis hace un concienzudo razonamiento jurídico sobre la legitimidad de la soberanía castellana de los territorios americanos.
Es el redactor, en 1512, del famoso "Requerimiento" que lleva su nombre, leído durante la Conquista de América a los indígenas, conminándoles bajo anuncios coercitivos a someterse a la hueste conquistadora. El texto, hecho para declamarse en castellano a los nativos en los primeros encuentros con ellos, alegaba a éstos, por razones de la teología católica vigente en las coronas de Castilla y Aragón, que eran vasallos del monarca español y súbditos del Papa; amenazando que, en el caso de que opusiesen resistencia, serían objetos de violencia y daños, para ser sometidos por la fuerza, como "reos de muerte", siendo además esclavizados, tanto ellos como sus mujeres e hijos.
Se le cuenta como uno de los mayores teólogos y juristas de la escuela de Salamanca. Entre sus obras también se pueden encontrar escritos de carácter teórico sobre el duelo, el desafío y la filosofía militar, entre los que destaca el Tratado del esfuerzo bélico heroico (Salamanca, 1524), la única obra que escribió en castellano con un marcado carácter político y reimpresa lujosamente en el siglo XVIII. Falleció a los 74 años el mismo año de su aparición.

## Obras

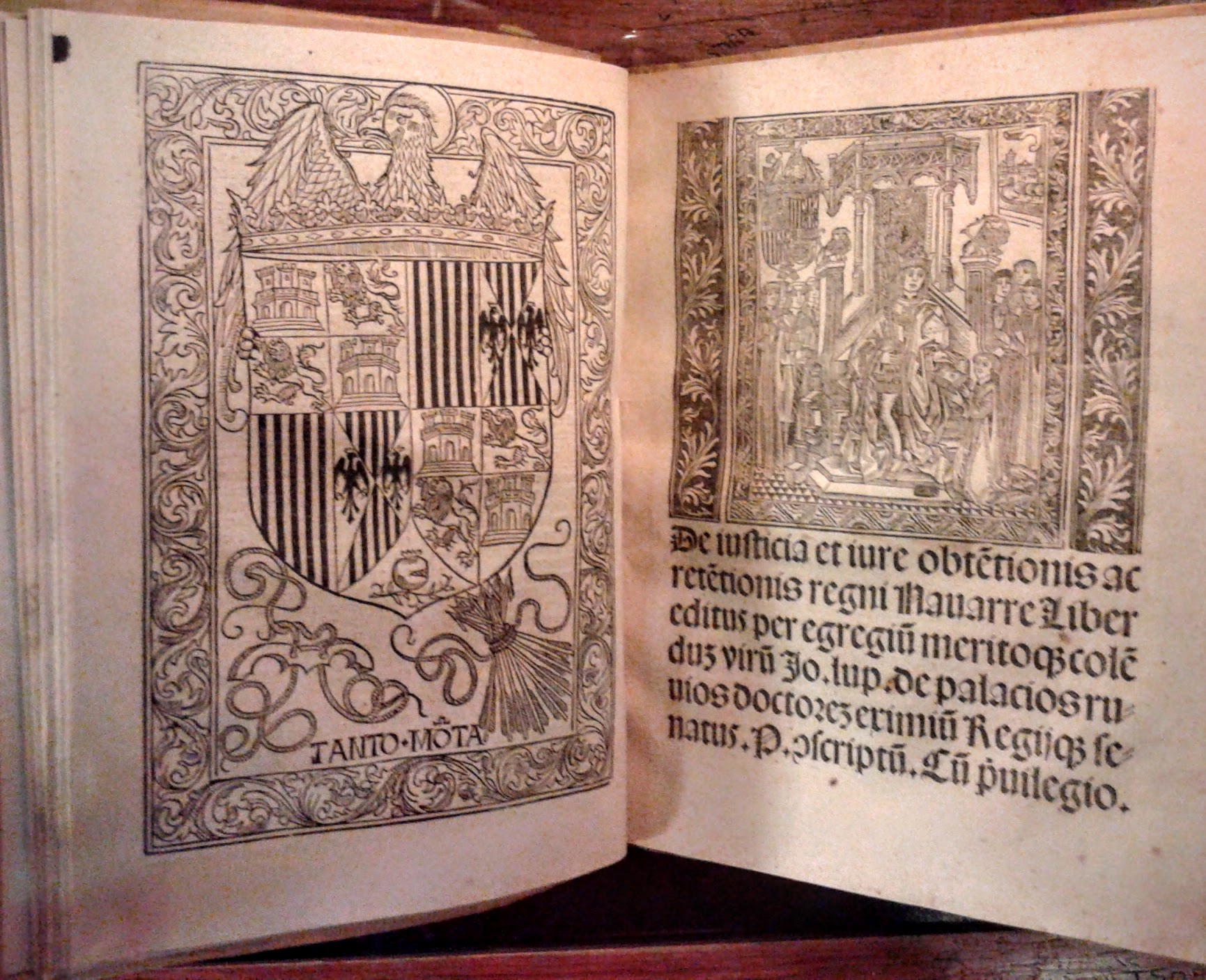
Portada con escudo real de De Justitia et Jure obtentionis ac retentionis regni Navarrae impreso en Burgos por Fadrique de Basilea en 1517

- De beneficiis in curia vacantibus, escrita en Roma mientras era embajador y en defensa del patrimonio real.
- Libellus de insulis oceanis (1512-1516). Tr. De las islas del mar Océano, EUNSA, 2013, traducción de Paulino Castañeda Delgado, José Carlos Martín de la Hoz y Eduardo Fernández, ISBN: 9788431329334; De las islas del mar océano, Fondo de Cultura Económica, 1954, traducción de Agustín Millares Carlo; donde justifica la legitimidad sobre las tierras conquistadas americanas de la corona de Castilla.
- Requerimiento (1512).
- De Justitia et Jure obtentionis ac retentionis regni Navarrae, obra de la que se dice que es una clara apología de la conquista de Navarra por Fernando el Católico.
- Tratado del esfuerzo bélico heroico (1524). Edición facsímil, Editorial Maxtor, 1941, EAN: 9788490015902.